# Jenna Coleman
Jenna-Louise Coleman (født 27. april 1986 i Blackpool, Lancashire, England), professionelt kendt som Jenna Coleman, er en engelsk skuespiller, som er bedst kendt for sin rolle som Clara Oswald i den britiske science fiction-serie Doctor Who, Jasmine Thomas i den britiske sæbeopera Emmerdale og som dronning Victoria i ITV-serien Victoria. Hun begyndte sin skuespillerkarriere i en ung alder, som et medlem af en teatergruppe kaldt In Yer Space.

## Filmografi

### Tv
- Victoria (2016)
- Doctor Who (2012–2015, 2017)
- Me before you